# Surat (huyện)
Huyện Surat là một huyện thuộc bang Gujarat, Ấn Độ. Thủ phủ huyện Surat đóng ở Surat. Huyện Surat có diện tích 7657 ki lô mét vuông. Đến thời điểm năm 2001, huyện Surat có dân số 4996391 người.